# Sînziana Nicola
Sînziana Bucura Nicola (n. 5 ianuarie 1985, București) este actriță, scenaristă și regizoare română. Este cunoscută ca actriță pentru rolul Nadia din filmul O lună în Thailanda, debutul în lungmetraj al regizorului Paul Negoescu, dar și pentru dublajele la animații precum Ben 10, Angelo e cel mai tare și Minionii.

## Biografie artistică
Joacă mult în teatre independente – Teatrul Act, Teatrul Metropolis, Green Hours și Godot Café-Teatru. Alături de Ionuț Grama, Florina Gleznea și Emil Măndănac formează una dintre cele mai longevive echipe din zona teatrală independentă.
În 2013 scrie și regizează scurtmetrajul Duminică, selectat în 2014 la Festivalul Filmwinter de la Stuttgart, Germania, unde câștigă Premiul Norman pentru cel mai bun scurtmetraj. Din 2015 este coordonator producție la studioul Fast Production Film.
Pe lângă actorie, a lucrat ca jurnalist pentru reviste de cultură.

## Studii
Sînziana Nicola este absolventă a UNATC, unde a urmat studii de actorie la clasa lui Ion Cojar, în perioada 2003–2007. Tot aici a urmat un program de masterat în Arta actorului și un program de doctorat. A activat ca asistent universitar la universitatea absolvită, dar și la universitatea particulară Hyperion din București. În timpul studiilor a lucrat ca jurnalist, organizator de evenimente corporatiste, travel manager și asistent manager de entertainment în Creta.
De la absolvire, a participat la diverse workshop-uri de teatru în afara României. Printre acestea se numără cel din vara lui 2013 organizat în cadrul Sarajevo Talent Campus, unde îi are ca profesori pe Danny Glover și Leos Carax.

## Carieră
Debutează în 2006 în serialul La urgență, primul serial românesc despre viața unui grup de medici. Urmează apariții în scurtmetrajele Bucătărie chinezească (2008) și Piscine, Germania (2009), pentru ca în 2012 să aibă unul din rolurile principale în pelicula O lună în Thailanda, regizată de Paul Negoescu.
Scurtmetrajul Duminică reprezintă debutul Sînzianei în regie și scenariu. De-a lungul carierei a participat la festivale importante precum Biennale di Venezia (2012), Festivalul de Film de la Sarajevo (2013) sau Stuttgarter Filmwinter (2014).

## Filmografie

### Filme - actriță
- Ultimele 5 minute (2011)
- O lună în Thailanda (2012) – Nadia
- Chosen (2016) – Jessica

### Filme - regizor
- Duminică (2013) – scurtmetraj
- Violare de domiciliu (2015) – scurtmetraj[13][14]

### Teatru
- Cui i-e frică de Virginia Woolf?[15] – Honey[16]
- For the Win
- Hai k potzi!
- Countryside Tour
- Demoni
- Fără sprijin

### Dublaje
- Angelo e cel mai tare (2009–prezent) – Elena
- Ceasul Yo-kai (2013–prezent) – alte voci
- Minionii (2015) – Jennifer[17]
- Barbie în tabăra de muzică (2015) – Ava/Fată Alai 1
- Barbie în echipa spioanelor (2016) – Violet
- Barbie în aventura spațială (2016) – alte voci
- Bărzoiul Richard (2017)
- Ben 10 (2017–prezent) – Gwen
- Formidabilele magisăbii (2017–prezent) – alte voci
- Un show obișnuit (2016-prezent)  – alte voci
- Dragonii (2016) – alte voci
- Aventurile fraților urși (2015) – alte voci
- Dramă Totală: Cursa Colosală (2016) – alte voci